# Hymenophyllum dilatatum
Hymenophyllum dilatatum är en hinnbräkenväxtart som först beskrevs av Georg Forster, och fick sitt nu gällande namn av Olof Peter Swartz. Hymenophyllum dilatatum ingår i släktet Hymenophyllum och familjen Hymenophyllaceae. Inga underarter finns listade.